# Brock Pierce

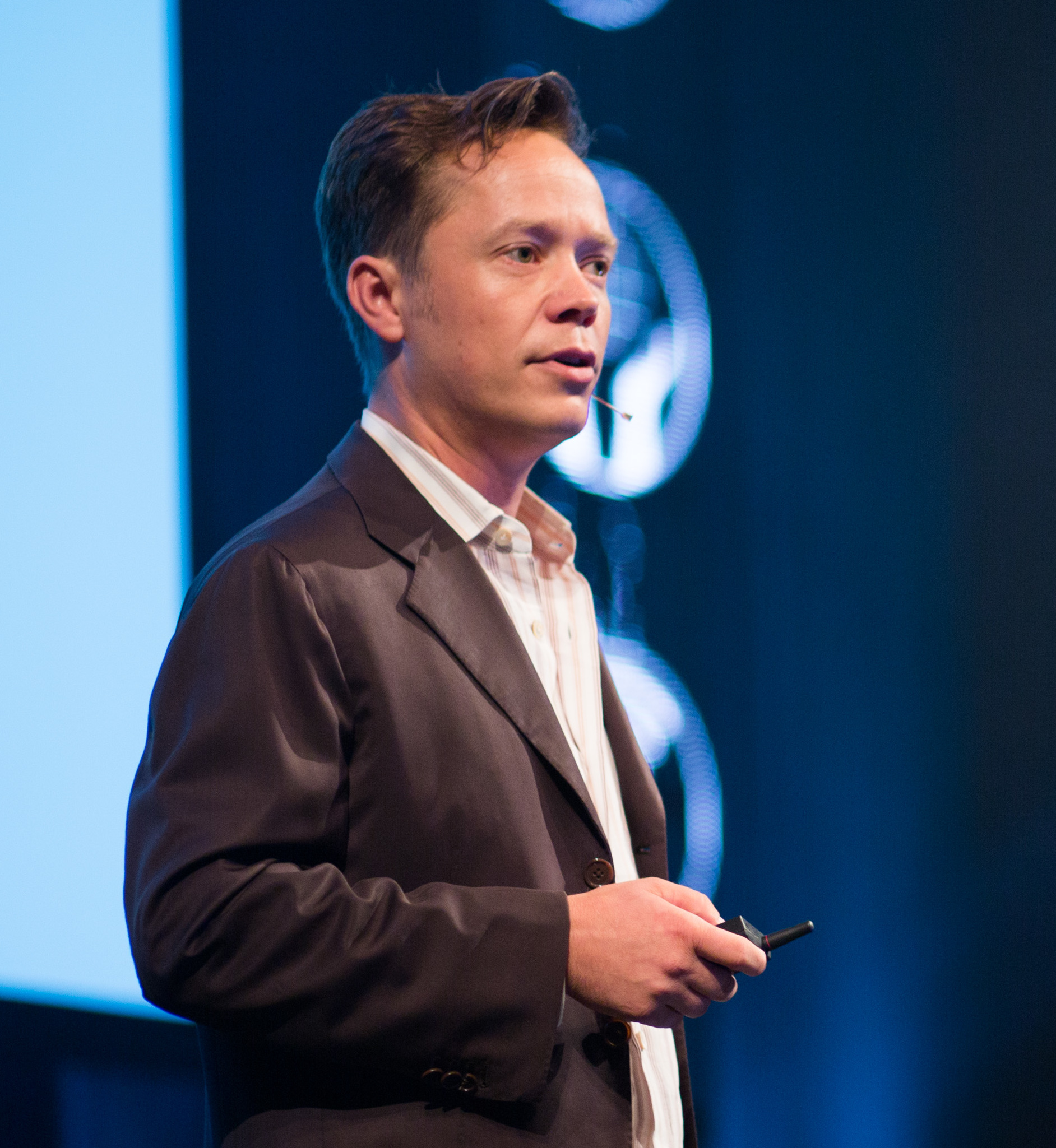
Brock Pierce (2016)

Brock Pierce (* 14. November 1980 in Minnesota) ist ein US-amerikanischer Unternehmer und ehemaliger Kinderstar.

## Leben
Brock Pierce hatte als Kind Rollen u. a. in den Disneyfilmen The Mighty Ducks (1992), Mighty Ducks 2 (1994) und Mr. Präsident Junior (1996).
2014 wurde Pierce zum Geschäftsführer der Bitcoin Foundation gewählt. Im Februar 2018 wurde er mit einem geschätzten Vermögen von umgerechnet 700 Millionen bis 1,1 Milliarden US$ zu den 20 reichsten Menschen mit Kryptowährung gezählt.
Er ist Gründer, Mitglied des Direktoriums bzw. Berater zahlreicher Kryptofirmen, darunter: GoCoin, Tether, ZenBox, Blade Financial, Expresscoin, Noble Markets, BitGo, AirSwap, und ChangeTip.
Pierce lebt in San Juan (Puerto Rico).
Im Juli 2020 kündigte er seine Präsidentschaftskandidatur an.

## Filmografie
- 1992: Mighty Ducks – Das Superteam
- 1994: Mighty Ducks 2
- 1994: Little Big Boss
- 1995: Ripper Man – Das Böse stirbt nie
- 1995: Ein Satansbraten ist verliebt
- 1995: Three Wishes
- 1996: Mr. Präsident Junior
- 1996: Im Auftrag des Planeten Nerva
- 1997: Two Voices
- 1997: The Ride
- 1997: Jäger der verborgenen Schatzkammer (Legend of the Lost Tomb, Fernsehfilm)